# دوینل بنتال
دوینل بنتال (انگلیسی: Dwinelle Benthall؛ ۲۷ مه ۱۸۹۰ – ۸ اکتبر ۱۹۳۱) فیلم‌نامه‌نویس اهل ایالات متحده آمریکا بود.
از فیلم‌هایی که وی در آن‌ها نقش داشته‌است، می‌توان به کالیفرنیا درست روبه‌رو و راز خانوادگی اشاره نمود.